# Duncan Grant (malarz)
Duncan James Corrowr Grant (ur. 21 stycznia 1885 w Rothiemurchus, Szkocja, zm. 8 maja 1978) – brytyjski artysta, członek Grupy Bloomsbury.

## Życiorys

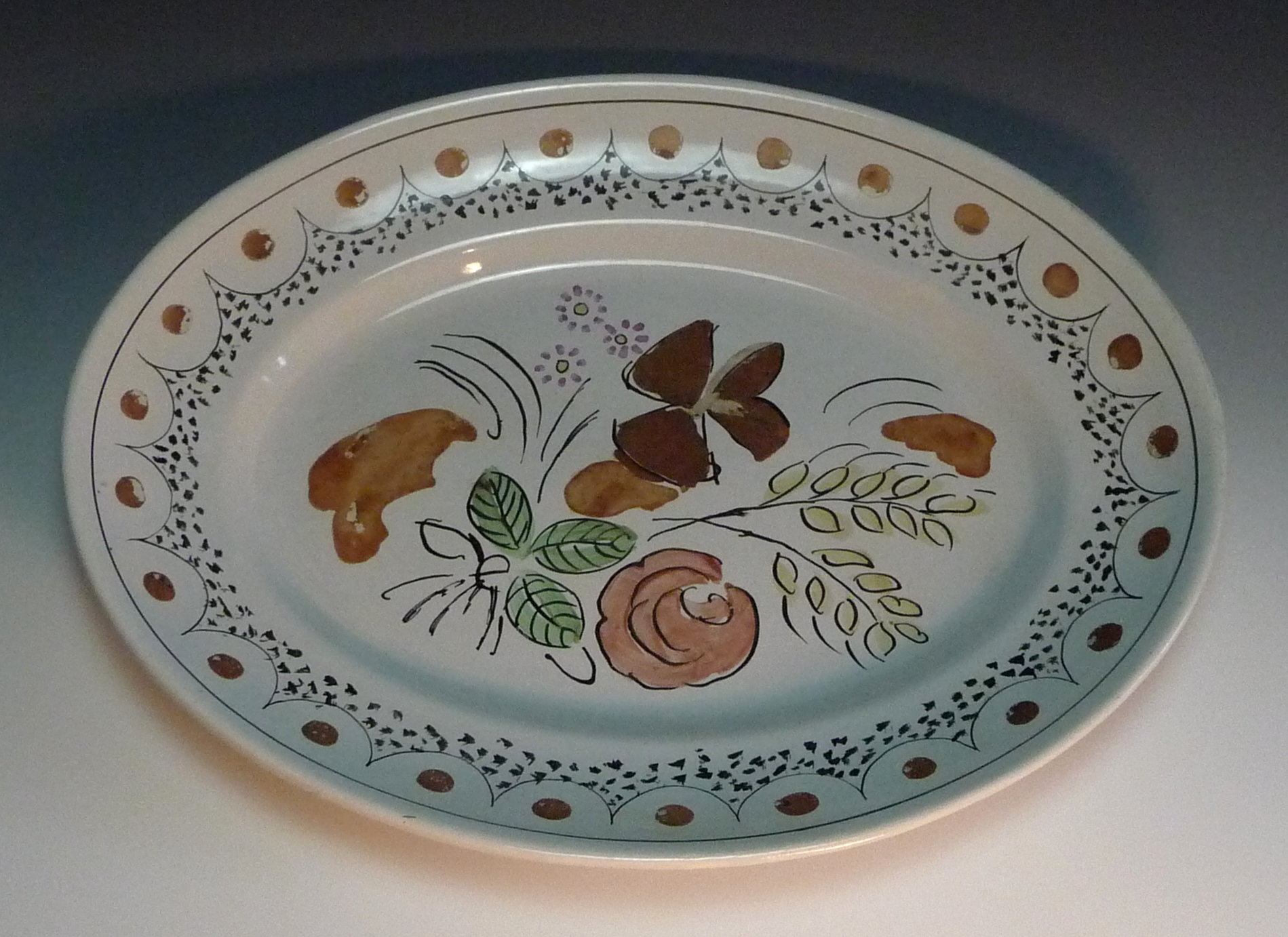
Talerz projektu Duncana Granta

Urodził się w Szkocji. Jego ojciec był majorem w armii, dlatego większość dzieciństwa spędził w Indiach i Birmie. W 1894 powrócił z rodziną do Anglii, gdzie rozpoczął edukację. Nieszczególnie był zainteresowany szkołą, z wyjątkiem sztuki: nauczyciel zachęcał go do poszerzania wiedzy, a ciotka Lady Strachey zorganizowała dla niego prywatne lekcje rysunku. Uczęszczał do Westminster School of Art w 1902. Był kuzynem Lyttona Stracheya, z którym w 1905 roku spędzał wakacje: wtedy też Pippa Strachey zabrała go ze sobą na spotkanie Klubu Piątkowego, gdzie po raz pierwszy spotkał artystów z Grupy Bloomsbury.
Na początku 1906 roku, z listem polecającym od francuskiej artystki Simon Bussy i stoma funtami od ciotki, wyruszył do Paryża i zapisał się na zajęcia Jacques'a Emile'a Blanche’a, La Palette. W tym czasie Grant nawiązał wiele ważnych przyjaźni. Poznał angielskich artystów Wyndhama Lewisa, Henry’ego Lamba i Augustusa Johna, i odwiedzili go nowożeńcy Vanessa i Clive Bell z rodzeństwem Vanessy, Virginią Woolf i Adrianem Stephenem. Relacje te miały wpływ na jego życie i pracę. W 1908 związał się z Maynardem Keynesem, przyjacielem z uniwersytetu jego kuzyna Lyttona Stracheya. Podróżowali po Europie, co wpłynęło na styl malarski Granta. Wtedy też wprowadzili się na 21 Fitzroy Square, wówczas wynajmowany przez Adriana i Virginię Stephenów; bywali zatem regularnie na czwartkowych wieczorach. 
W 1910 Duncan poznał Rogera Fry'a, który wywarł na niego ogromny wpływ, a w 1913 przyjaźń z Vanessą Bell, z którą łączyły go idee artystyczne, przekształciła się w związek. W 1913 trójka malarzy założyła Warsztaty Omega – pracownię, która miała za zadanie rozmyć granicę między przedmiotami użytkowymi a sztuką. Grant i Bell byli bliskimi współpracownikami i, mimo że Grant wielokrotnie wiązał się z mężczyznami, pozostali sobie bliscy przez resztę życia. W 1918 Vanessa urodziła dziecko Duncana, Angelikę; Clive Bell uznał ją za swoją córkę, żeby chronić reputację żony.
Jak większość członków Grupy Bloomsbury, Grant był pacyfistą. By uniknąć powołania do wojska podczas I wojny światowej, musiał podjąć pracę. On i jego ówczesny kochanek, David „Królik” Garnett, z którym związał się w 1915, przeprowadzili się do Wissett w Suffolk, na wieś, gdzie zaczęli pracować na roli; dzięki temu zostali zwolnieni z obowiązku służby wojskowej. W 1916 mężczyźni przeprowadzili się z Vanessą Bell i jej dziećmi na farmę Charleston w Susseksie, gdzie także pracowali na roli. Charleston pozostało domem Vanessy i Duncana przez resztę ich życia i kryli się tam przed zgiełkiem Londynu.
Bell i Grant nie tylko rozwijali się artystycznie, ale i malowali murale i dekoracje w ramach Warsztatów Omega; kontynuowali ten styl długo po zamknięciu projektu. Duncan Grant cieszył się reputacją największego brytyjskiego artysty do późnych lat 30. XX w.; jego prace były regularnie wystawiane do 1977 r. Zmarł w 1978 r. na zapalenie płuc.